# 25-ös busz (Kaposvár)
A kaposvári 25-ös busz a Füredi úti laktanya és a Videoton Ipari Park között közlekedett, csak munkanapokon. 2012-ben szűnt meg. A város azon kevés járatainak egyike volt, amelyek nem érintik a Belvárost. A buszvonalat a Kaposvári Tömegközlekedési Zrt. üzemeltette. Útvonala megegyezett a o20 és a o20A jelzésű buszok útjának laktanya és Videoton közötti szakaszával.

## Útvonal
A táblázatban a laktanyától induló irány látható.
| Útvonal                        |
| ------------------------------ |
| Laktanya forduló               |
| Füredi út                      |
| Vörösmarty utca                |
| Kisfaludy utca                 |
| Honvéd utca                    |
| 48-as ifjúság útja (610-es út) |
| Árpád utca (610-es út)         |
| Dombóvári út (610-es út)       |
| Kenyérgyár utca                |
| Izzó utca                      |

## Megállóhelyek
A táblázatban a megállók a laktanyától induló irány szerint vannak felsorolva.
| Megálló                     | Össz. km (oda) | Össz. idő (oda) | Össz. km (vissza) | Össz. idő (vissza) | Átszállási lehetőség                             | A közelben található |
| --------------------------- | -------------- | --------------- | ----------------- | ------------------ | ------------------------------------------------ | --- |
| Laktanya                    | 0              | 0               | 4,8               | 14                 | 10, 11, 11Y, o20, o20A, 23, 26, 27               | Praktiker, Lidl, Diego, Jysk, Kália Kertészeti Áruház, laktanya, Raktár utcai nagykereskedések, ipari telephelyek                                                                                     |
| Búzavirág utca              | 0,9            | 1               | 4,5               | 13                 | 10, 11, 11Y, o20, o20A, 23, 26, 27               | Kinizsi Lakótelepi Általános Iskola, Óvodák |
| Kinizsi-lakótelep           | 1,3            | 2               | 4                 | 12                 | 10, 11, 11Y, o20, o20A, 23, 26, 27               | Leányotthon |
| Kisfaludy utca (Losonc köz) | 2              | 3               | 3,4               | 11                 | 12, o20, o20A, 26                                | Kisfaludy Utcai Általános Iskola |
| Arany János tér             | 2,2            | 4               | 3                 | 10                 | 9, 12, o20, o20A, 26, 91                         | Kisfaludy Utcai Általános Iskola, Piros házak, Arany téri piac, Dózsa Edzőcsarnok, Éjjel-nappali, Sávház                                                                                              |
| ÁNTSZ                       | 2,6            | 6               | 2,7               | 8                  | 10, 12 (Honvéd u.), 20, 20A, 23, 26, 27          | ÁNTSZ, Munkácsy Mihály Gimnázium, Berzsenyi park, Evangélikus templom, Óvodák, Bölcsőde, Zselic Áruház, OTP, Patyolat, Szolgáltatóház, Éjjel-nappali, Sávház                                          |
| Pázmány Péter u.            | 3,4            | 8               | 2                 | 6                  | 20, 20A, 23, 26, 27, 81 (a Belváros felé)        | Eötvös Loránd Műszaki Szakközépiskola, Szakiskola és Kollégium; Somogy Megyei Rendőr-főkapitányság; Egészségügyi Főiskola (PTE ETK); Penny Market                                                     |
| Kisgát                      | 4,2            | 10              | 1,3               | 4                  | 20, 20A, 23, 26, 27, 81                          | Klebelsberg Középiskolai Kollégium, Somogy-Flandria Inkubátorház és Konferencia Központ, Somogy Megyei Vállalkozói Központ Közalapítvány, Lidl, autókereskedések, ipari telephelyek, nagykereskedések |
| Mező utcai csomópont        | 4,6            | 11              | 0,8               | 3                  | 8, 8B, 8E, 18, 20, 20A, 23, 26, 81 (Kisgát felé) | Keleti temető, ipari telephelyek, nagykereskedések |
| Kenyérgyár u. 1.            | 4,9            | 12              | 0,4               | 2                  | 8B, 8Y, 20, 20A, 26                              | Videoton Ipari Park, ipari telephelyek, nagykereskedések |
| Kenyérgyár u. 3.            | –              | –               | 0,2               | 1                  | 8B, 8Y, 20, 20A, 26                              | Videoton Ipari Park, ipari telephelyek, nagykereskedések |
| Videoton                    | 5,5            | 14              | 0                 | 0                  | 8B, 8Y, 20, 20A, 26                              | Videoton Ipari Park, ipari telephelyek, nagykereskedések |